# Jay Baruchel
Jonathan Adam Saunders «Jay» Baruchel (Ottawa, 9 de abril de 1982) es un actor, director, guionista y productor canadiense. Comenzó su carrera tempranamente, a mediados de la década de 1990, en programas de televisión de su país. Después de eso, trabajó en producciones estadounidenses tales como Casi famosos (2000), Undeclared (2001-2002) y The Rules of Attraction (2002), por las que recibió buenas críticas.
Más tarde, interpretó otro tipo de papeles, alejados de la comedia, en la película dramática Million Dollar Baby (2004) y en el drama legal de The WB Just Legal (2005-2006), que coprotagonizó. Tras captar la atención del público y la crítica con sus participaciones secundarias en las comedias Knocked Up (2007) y Tropic Thunder (2008), entre 2009 y 2010 Baruchel encabezó el elenco de filmes como The Trotsky, She's Out of My League y El aprendiz de brujo.
También en 2010, se unió a la saga de películas de DreamWorks Animation Cómo entrenar a tu dragón, donde dio voz al vikingo Hipo. Al año siguiente actuó, escribió y produjo la comedia sobre hockey sobre hielo Goon, que fue un éxito comercial y generó una secuela, que Baruchel dirigió. Posteriormente, se interpretó a sí mismo en la comedia This Is the End (2013), que le valió críticas positivas, e interpretó al personaje principal de la serie de FXX Man Seeking Woman, que tuvo tres temporadas.
Tanto Goon: Last of the Enforcers (2017) como Random Acts of Violence (2019), sus dos proyectos como director, recibieron críticas variadas por parte de la prensa. En los siguientes años, siguió desempeñándose como director, en episodios de series de televisión, y trabajó por primera vez como presentador en los programas LOL: Last One Laughing Canada y We're All Gonna Die (Even Jay Baruchel), que le valió buenas críticas.

## Biografía

### Primeros años
Jonathan Adam Saunders Baruchel nació el 9 de abril de 1982 en Ottawa (Ontario). Su padre, Serge Victor Haim Baruchel, era un comerciante de antigüedades nacido en París, estuvo preso en varias oportunidades y tenía problemas con las drogas y el alcohol. Serge abandonó a su familia y perdió el contacto con su hijo cuando este tenía dieciséis años. A inicios de la década de 2000, sufrió una sobredosis de heroína y falleció a los cuarenta y nueve años. Su madre se llama Robyne Rodell y es escritora independiente. Baruchel tiene una hermana menor, Taylor, y posee ascendencia egipcia —con origen judío—, francesa y católico irlandesa. En una entrevista de 2010, dijo que cree que su procedencia irlandesa, por parte de madre, proviene del condado de Mayo. Según explicó, se crio en entorno patriota y muchos de sus familiares eran de la Policía Montada. Años más tarde, reflexionó: «Me avergüenza no haber ido al Royal Military College en Kingston. La mayoría de mis parientes por el lado de mi madre pelearon por este país, el único al que puedo decir que pertenezco. Por eso, el trabajar en películas canadienses me lo tomo como un servicio cívico».
Su familia se mudó a Montreal (Quebec) y, luego, a Oshawa (Ontario), solo para terminar regresando a Montreal, donde se establecieron en el distrito Côte-des-Neiges–Notre-Dame-de-Grâce, cuando él tenía diez años. Esa zona era insegura; en una ocasión, un compañero de colegio lo amenazó con un cuchillo, por lo que, desde ese momento, Baruchel llevó una navaja suiza todos los días, como defensa. Asistió al preescolar Rainbow de Westmount y a la Wagar High School, en la que cursó dos años. También, fue a una escuela secundaria de bellas artes, donde desarrolló un pensamiento «de derecha», en contraste con las ideas liberales que veía en esa institución. Se graduó con seis meses de retraso debido a que se encontraba trabajando en Casi famosos (2000) y, posteriormente, estudió un tiempo en el Dawson College.

### Carrera

#### Inicios en televisión
Baruchel se interesó en el cine cuando su padre le compró un VHS de la comedia Ferris Bueller's Day Off en su octavo cumpleaños, y a los nueve años decidió que quería ser director de películas de acción y de terror. A los doce, comenzó su carrera al participar en numerosos programas de televisión infantiles. Al mismo tiempo, tomó clases de teatro semanalmente y contrató a un agente, que le consiguió un papel en la serie de televisión Are You Afraid of the Dark?, de Nickelodeon. Asimismo, debido a su característica voz nasal, realizó algunos trabajos como actor de doblaje. Aún con la idea de convertirse en director en un futuro, siguió el consejo de su madre y trabajó en la serie canadiense My Hometown para ganar dinero e inscribirse en una escuela de cine. En 1997, participó en el programa educativo Popular Mechanics for Kids, como uno de los presentadores.

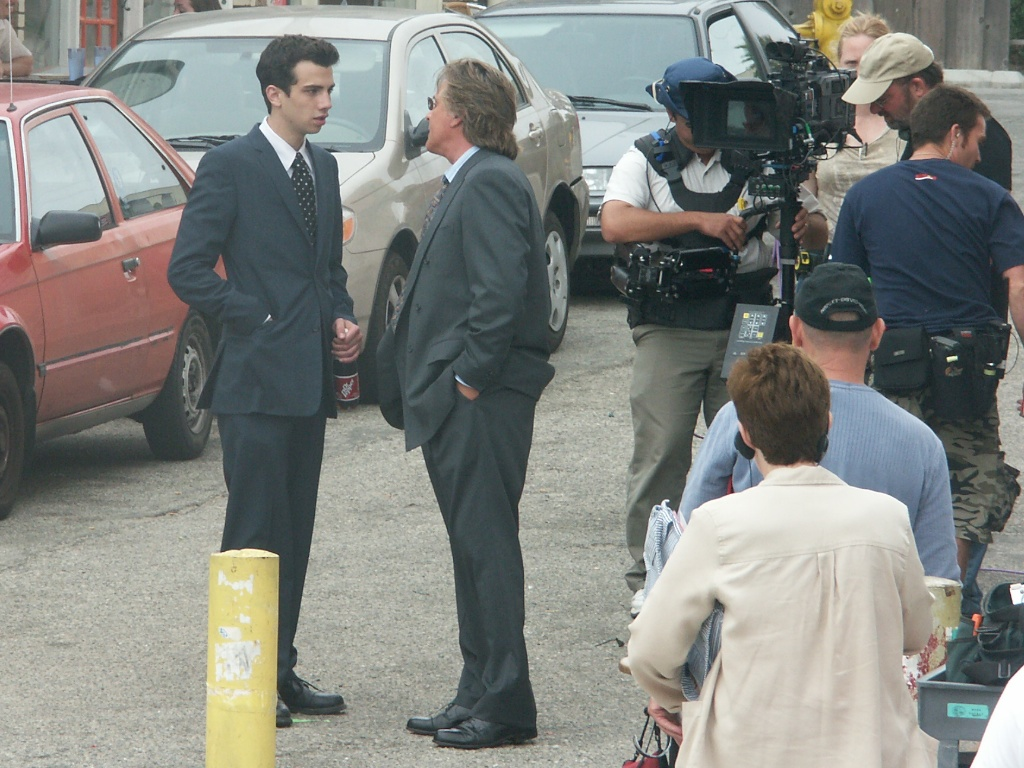
Baruchel y Don Johnson durante la filmación de un episodio de Just Legal, en julio de 2005

En el año 2000, actuó en la película estadounidense Casi famosos, en el papel de Vic Munoz, un fanático obsesionado con Led Zeppelin. Luego de eso, tras filmar solamente un par de anuncios televisivos para la marca de automóviles Chevrolet, Baruchel creyó que su carrera había acabado. No obstante, su interpretación en Casi famosos llamó la atención del comediante Judd Apatow, que le dio un papel principal en la serie de su autoría Undeclared, de la Fox. En esta, el actor encarnó al estudiante geek Steven Karp y conoció a varios de sus posteriores compañeros habituales. Underclared tuvo una temporada antes de su cancelación, aunque recibió críticas positivas. Tiempo más tarde, Christopher Rosen, de The New York Observer, dijo que este trabajo de Baruchel «[está] criminalmente subestimado».
En 2002, actuó en el telefilme de Érik Canuel Matthew Blackheart: Monster Smasher, que tuvo poco éxito. Ese mismo año, dirigió produjo y escribió el cortometraje Edgar and Jane. Asimismo, trabajó en la película dirigida por Roger Avary The Rules of Attraction, que está basada en la novela homónima de Bret Easton Ellis. Baruchel interpretó a Harry, un joven homosexual. Tanto el sitio web Independent Online como el periodista de The Washington Post Stephen Hunter alabaron el trabajo del actor. La película, sin embargo, recibió malos comentarios por parte de la prensa especializada y, con un presupuesto de cuatro millones USD, recaudó casi doce millones.
En 2003, interpretó a Jeremy Curran en el suspense de Jesse Warn Nemesis: Game. Al año siguiente, formó parte del elenco de la sitcom de la CBS The Stones, que se centra en un matrimonio que se está por divorciar, cosa que espanta a sus dos hijos. Baruchel interpretó a uno de ellos, un estudiante de posgrado llamado Winston. Joanne Weintraub criticó de manera positiva su actuación al escribir lo siguiente en Houston Chronicle: «En el reparto, quien destaca es Baruchel, que aquí es casi tan gracioso como en la estupenda Undeclared, de la Fox. Winston, un geek amante de la ciencia, parece el hermano menor de Ross, de Friends, cuando este estaba en modo 'la paleontología es mi chica'». Como supuso Weintraub al enterarse de que Baruchel y Lindsay Sloane habían arreglado para trabajar en pilotos de otras series, The Stones se canceló antes de su estreno.

#### Progreso en cine
Su siguiente papel fue en la película dramática Million Dollar Baby (2004), donde encarnó al boxeador con problemas mentales Danger Barch. El actor explicó que este trabajo le resultó intimidante, en parte por las pocas sensaciones que el director Clint Eastwood trasmitía: «Siempre que terminábamos una toma, yo le preguntaba [a Eastwood]: '¿Cómo salió?, ¿Te gustó?', hasta que Morgan Freeman me dijo: 'Si él no dice nada, le gustó'». En la reseña de La Nación, se lo incluyó entre los «personajes secundarios que resultan demasiado estereotipados y exagerados». Million Dollar Baby ganó cuatro premios Óscar, entre ellos el de mejor película, y obtuvo comentarios favorables por parte de la crítica. En 2005, protagonizó la película canadiense Fetching Cody, en la que interpretó a Art, un drogadicto que viaja al pasado para intentar salvar a su novia de una sobredosis. Ken Eisner, de The Georgia Straight, comentó que en esta producción «Baruchel parece una versión más conmovedora de un joven Jon Cryer». Entre 2005 y 2006, fue el abogado prodigio David «Skip» Ross en la serie de The WB Just Legal, que protagonizó junto con Don Johnson. Robert Bianco, de USA Today, escribió que «en el papel de geek de buen corazón, Baruchel es lo suficientemente ingenioso como para que su actuación de sabelotodo y sus gesticulaciones no cansen». Debido a los bajos niveles de audiencia, la cadena canceló la serie después de tres episodios.

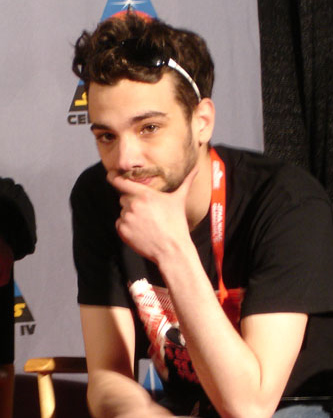
Baruchel en la Star Wars Celebration IV, en mayo de 2007

Al año siguiente, encarnó a un conductor de radio en la comedia I'm Reed Fish, que le valió el premio al mejor actor del US Comedy Arts Festival, y en 2007 actuó en un episodio de la serie de la CBS Numb3rs. Asimismo, interpretó a «una versión más loca de sí mismo», según dijo, en la comedia romántica Knocked Up, donde volvió a trabajar bajo la dirección de Judd Apatow. Baruchel asumió el papel de un desempleado obsesionado con las celebridades. El filme fue un éxito de taquilla, obtuvo elogios de la crítica especializada y se lo consideró «un soplo de aire fresco para la audiencia al que está destinado». Ese mismo año protagonizó, junto con Seth Rogen, el cortometraje Jay and Seth Versus the Apocalypse que, «básicamente, está basado en nuestras vidas cuando vivíamos juntos, ¡con un apocalipsis de por medio!», según dijo.
También en 2007, asumió el papel estelar de la comedia negra Just Buried, donde interpretó a Oliver Whynacht, un joven que hereda la funeraria de su padre. La película tuvo un estreno limitado en Estados Unidos y recibió malas críticas. Del mismo modo, su actuación fue objeto de comentarios negativos de la prensa, como el de Andrew Barker, que en Variety dijo que «Oliver es el problema principal de la película, porque es excesivamente neurótico y eso distrae, y Baruchel lo interpreta mal, al hacer a este personaje tan lamentable que termina siendo menos agradable de lo pretendido». Al año siguiente, actuó en la comedia de acción de Ben Stiller Tropic Thunder, que aborda el rodaje de una película ficticia sobre la guerra de Vietnam. La filmación tuvo lugar en una selva de Hawái y duró cuatro meses, lo que para el actor fue una experiencia sumamente ardua. Por el carácter bélico de la misma, se requirió que Baruchel aprendiese a utilizar el fusil M16. Tropic Thunder fue un éxito comercial y recibió elogios por parte de la prensa, al igual que el actor. Su participación en esta y en Knocked Up hicieron que la fama de Baruchel incrementara considerablemente.
En 2008 coprotagonizó la comedia dramática Tiempo real, donde encarnó a Andy, un apostador endeudado que recibe una hora de vida de un hombre contratado para matarlo. La película generó críticas negativas por su guion, pero se mencionó que los dos actores principales hicieron un buen trabajo; sobre Baruchel, en concreto, el periodista de Now Radheyan Simonpillai comentó: «[El personaje] murmura, tiene voz nasal y es muy escandaloso, lo que hace que perdamos empatía por él y queramos que lo maten. Eso significa que la actuación de Baruchel es muy creíble». Por último, ese año tuvo un papel secundario en la comedia romántica Nick y Nora, una noche de música y amor, como un aspirante a músico y novio de la protagonista.

#### Consolidación
Baruchel continuó interpretando a inadaptados sociales o personajes inseguros, con la diferencia de que, a partir de 2009, lo hizo en varias películas de mayor presupuesto. Esto se debió, en parte, al éxito recolectado por las «comedias dulces pero sucias... con constantes referencias a las drogas» típicas de Judd Apatow, que tuvieron su apogeo a finales de la década de 2000. En esa época, Eric Spitznagel escribió en Vanity Fair: «No se ha visto a un hombre normal, tartamudo, flaco y de bajo perfil tan perfectamente preparado para convertirse en la próxima Gran esperanza blanca de la comedia desde Michael Cera». Para el actor, sin embargo, ese «intento de convertirse en un protagonista» —que incluyó una mayor participación en los medios y cambios en su manera de vestir— no terminó siendo de su agrado. En 2009 interpretó a Windows, un muchacho de escasas habilidades para socializar que en 1998 viaja con sus amigos hasta el rancho Skywalker para conseguir una copia de Star Wars: Episodio I - La amenaza fantasma, en la comedia Fanboys. El estreno se retrasó dos años debido a múltiples recortes y a que se regrabaron escenas, ya que la productora quiso eliminar detalles del argumento que no encajaban con el humor de la película —uno de los personajes tiene una enfermedad terminal—. Los críticos recibieron negativamente a Fanboys que, además, tuvo un lanzamiento limitado y fue un fracaso comercial.

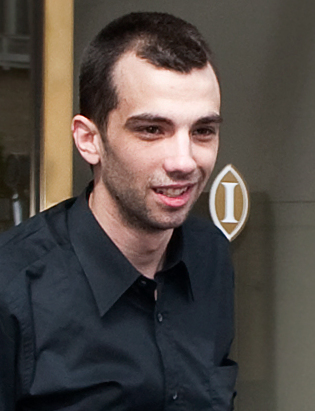
Baruchel en el Festival Internacional de Cine de Toronto, en septiembre de 2009

A Fanboys siguió una pequeña actuación en Night at the Museum: Battle of the Smithsonian, protagonizada por Ben Stiller. También en 2009, encabezó el elenco de la comedia independiente The Trotsky, dirigida por Jacob Tierney, quien era su vecino y amigo cuando vivía en Montreal. Baruchel asumió el papel de Leon Bronstein, un estudiante mentalmente inestable que cree ser la reencarnación de León Trotski, y mencionó que le atrajo el carácter complejo del personaje. Jason Bailey, de DVD Talk, señaló que el filme es «inusualmente inteligente y divertido» y sobre Baruchel dijo que «interpreta el papel a la perfección. No ha tenido la oportunidad de ser tan molesto, lo que en él es entrañable, desde Undeclared. [...] No hay un solo momento en que su actuación luzca falsa». Por su trabajo, recibió nominaciones al mejor actor en los premios Genie y los Jutra, mientras que ganó en los Canadian Comedy Awards en la categoría mejor actor.
En 2010 protagonizó, con Alice Eve, la comedia romántica She's Out of My League, donde encarnó a un joven que sale con una chica mucho más atractiva que él. Para Baruchel, «esta fue su oportunidad de ser Lloyd Dobler, aunque la mía es una versión un poco más tonta», en referencia al personaje principal de Say Anything... (1989). En esta ocasión, se usó un doble en una escena en la que se veían sus nalgas, ante la negativa de Baruchel de mostrarse desnudo en pantalla, decisión que mantiene en todos sus trabajos. La analista Perri Nemiroff dio una opinión desfavorable sobre el filme, si bien elogió la química entre Baruchel y Eve. Con respecto a la taquilla, She's Out of My League duplicó su presupuesto —veinte millones USD—, al recolectar casi cincuenta millones de esa moneda en todo el mundo. Al mismo tiempo, protagonizó la película de acción y fantasía El aprendiz de brujo, parcialmente basada en los filmes de Disney Fantasía (1940) y Fantasía 2000 (1999). Baruchel interpretó a Dave Stutler, un nerd que hereda los poderes del mago Merlín. Andrea Hubert, de NME, comentó que el actor cumplió con su tarea de «sostener la película», mientras que Peter Bradshaw escribió en The Guardian que «su gesticulación nerviosa se está volviendo tan distintiva como la de Woody Allen». El aprendiz de brujo fue uno de los mayores fracasos en la taquilla de ese año.
Baruchel volvió a colaborar con el director Jacob Tierney en el suspense de bajo presupuesto Buenos vecinos (2010), donde interpretó a Victor, un maestro de escuela primaria con problemas mentales. La producción recibió críticas favorables en su mayoría. Baruchel trabajó en doblaje luego de una década cuando protagonizó la película de DreamWorks Animation Cómo entrenar a tu dragón (2010), en la que interpretó a Hipo, un vikingo que, en lugar de cazar dragones como está establecido en su isla, se hace amigo de uno de ellos. Con respecto al desempeño del actor, Time Out Group comparó su forma de hablar con la de «un joven Christian Slater», mientras que otras fuentes mencionaron que el personaje «tiene ese sarcasmo y esa ansiedad característica en Baruchel». Por su trabajo, ganó el premio Annie a la mejor actuación de voz en una película. Por otra parte, el filme recibió la aclamación de la crítica y fue un éxito comercial. Asimismo, se convirtió en una franquicia, que Baruchel definió como «mi Star Wars. Hay muchos actores que en toda su carrera no van a tener la posibilidad de ser parte de algo tan grande y tan bueno como estas películas. Estaré en ellas hasta que se harten de mí y me echen». Junto con otros artistas, Baruchel participó en un anuncio de Adidas que formó parte de la campaña publicitaria de la marca de cara a la Copa Mundial de Fútbol de 2010.

#### Debut como guionista
En 2011 actuó, produjo y escribió, junto con Evan Goldberg, la comedia sobre hockey sobre hielo Goon, basada en una historia de Doug Smith. Baruchel interpretó al mejor amigo del personaje principal, un ejecutor —en ese deporte, se le llama así a un jugador particularmente violento con los oponentes—. Comercialmente, la película tuvo diferentes resultados en Estados Unidos y el resto del mundo: en el primero, no le fue bien, si bien se la considera con el estatus de culto, mientras que en Inglaterra obtuvo gran parte de su recaudación. Además, fue el filme canadiense más taquillero en Reino Unido y la película de habla inglesa que más dinero recolectó en Canadá, por lo que ganó el Telefilms Golden Box Office Award. Baruchel, por su parte, recibió una nominación con Goldberg en los Canadian Screen Awards al mejor guion adaptado y, también, fue candidato en la categoría mejor actor de reparto.
Tras una participación como invitado en la serie The Drunk and On Drugs Happy Funtime Hour, actuó en la película dramática Cosmopolis (2012), bajo las órdenes de uno de sus ídolos, David Cronenberg. Su personaje, un nerd obsesionado con la tecnología, sale en la primera escena y mantiene una conversación con el protagonista. De acuerdo con Tim Grierson, de Deadspin, esta secuencia «duró demasiado». Asimismo, dio voz a Hipo en la serie DreamWorks Dragones, que está basada en la franquicia Cómo entrenar a tu dragón y que se transmitió entre 2012 y 2018. Por su trabajo en la última temporada, ganó un Daytime Emmy a la mejor actuación en un programa animado. También en ese año, interpretó a un fantasma llamado Stu en el episodio «When I Think About You (I Shred Myself)» de la serie Being Human, de BBC Three.

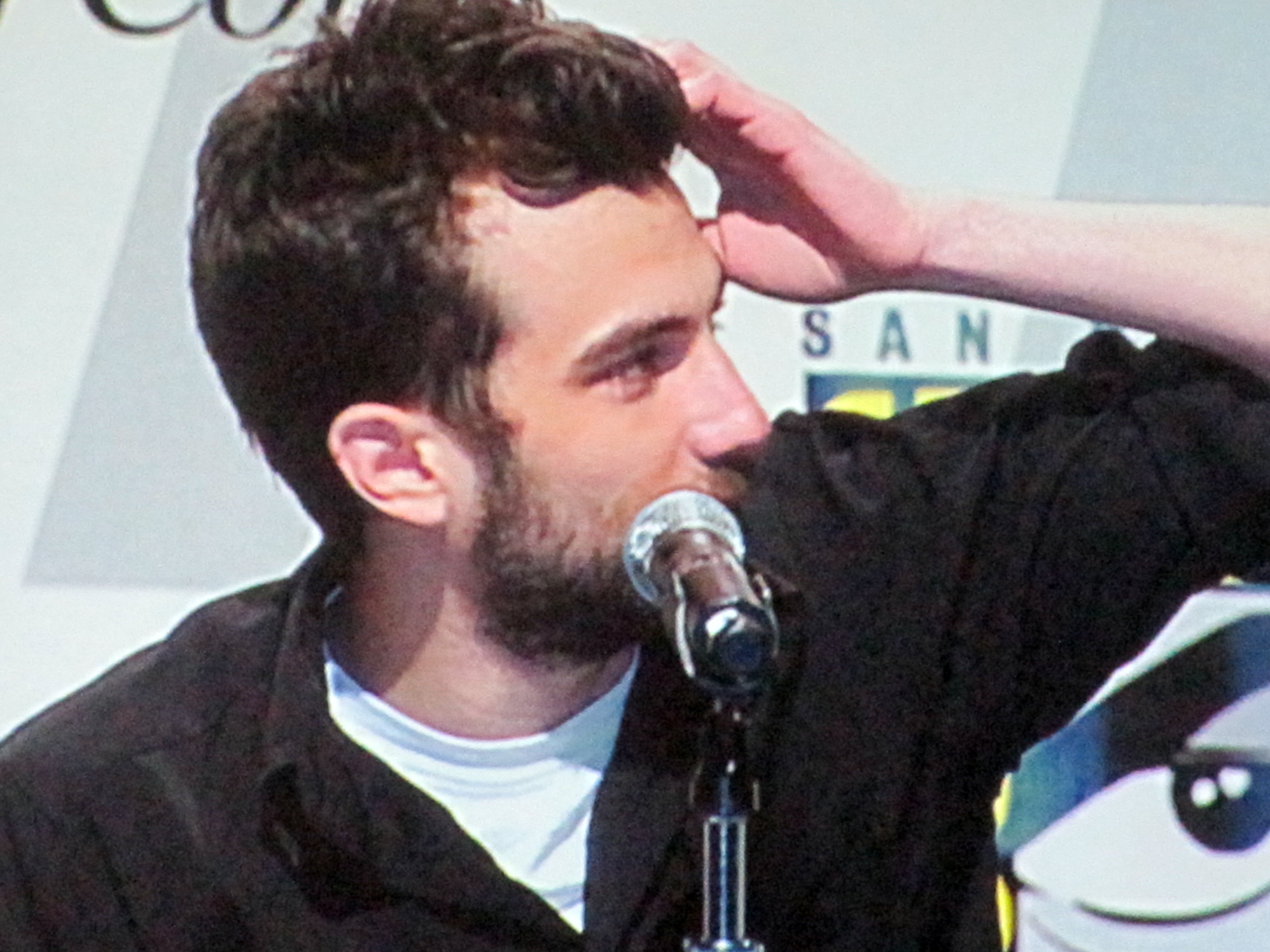
Baruchel en la WonderCon de 2010

En 2013, interpretó a una versión ficticia de sí mismo en la comedia dirigida por Seth Rogen y Evan Goldberg This Is the End, que está basada en Jay and Seth Versus the Apocalypse y donde Baruchel y Rogen interpretan a dos de seis actores que quedan atrapados en una casa durante el fin del mundo. El crítico de The Independent Adam White comentó que su desempeño fue «brillante», mientras que Catherine Shoard, de The Guardian, citó su participación en esta película como ejemplo de los papeles que interpreta: «Entre tantos famosos, él es como una boya para nosotros, aun cuando es la verdadera estrella de This Is the End: es un protagonista disfrazado de persona común y corriente». Junto con sus compañeros de elenco, Baruchel ganó un MTV Movie & TV Award al mejor momento musical. Con ganancias de cincuenta millones USD, la película tuvo un buen rendimiento en la taquilla.
También ese año, actuó en la comedia The Art of the Steal, como uno de los ladrones que buscan hacerse con un libro extremadamente valioso. El filme obtuvo críticas variadas y le valió una nominación al mejor actor de reparto en los Canadian Screen Awards. Después de eso, Baruchel participó en una puesta en escena de Sherlock Holmes en el Centre Segal, que fue bien recibida y fue un éxito comercial, y dirigió un episodio de la serie de Showcase Trailer Park Boys. En 2014, se estrenó Cómo entrenar a tu dragón 2 que, al igual que su antecesora, recibió la aclamación de la prensa especializada. En cuanto a la taquilla, la película tuvo un buen rendimiento en todo el mundo, cosa que no sucedió en Estados Unidos, donde «decepcionó».
Al mismo tiempo, actuó en RoboCop, una adaptación de la película homónima de 1987, como el jefe de mercadeo de la empresa que construye al cíborg protagonista. El filme obtuvo críticas de todo tipo. Seguidamente, Baruchel realizó un cameo en la comedia independiente de Dan Fogler y Michael Canzoniero Don Peyote y, en 2015, participó en el video musical del tema «Every Little Means Trust», de la banda de rock alternativo Idlewild, de la que es fanático. También en 2015, se unió al reparto de la comedia romántica del canal FXX Man Seeking Woman, donde interpretó al protagonista, Josh Greenberg. El actor comentó que, gracias al humor absurdo de la serie, tuvo la oportunidad de «experimentar y evolucionar artísticamente». Man Seeking Woman tuvo tres temporadas y recibió la aclamación de la crítica. Eloise Blondiau, de Interview, dijo que «uno de los aspectos más llamativos de Baruchel es su capacidad para ser gracioso y auténtico a la vez».

#### Trabajos como director
En 2016 integró el elenco de la comedia romántica independiente Lovesick, protagonizada por Jacob Tierney. Un año más tarde, realizó su debut como director con Goon: Last of the Enforcers —donde volvió a interpretar su papel y que también escribió—, secuela de la película de 2011 que se centra en los problemas personales del protagonista, algo que Bruce Arthur describió así: «Si la primera película fue 'hombre conoce el hockey', esta es 'el hockey conoce al hombre'». Baruchel definió a la película como «la entrega más oscura» de una posible trilogía. El filme, sin embargo, obtuvo críticas generalmente negativas; por ejemplo, Mike McCahill, de The Guardian, le dio 2/5 estrellas y opinó que la secuela es innecesaria. Reseñas como la de Liz Braun, por otra parte, fueron positivas; sobre la dirección de Baruchel, la periodista de Toronto Sun dijo: «Máxima puntuación [para él] porque, aunque el hockey es rápido y complicado, consigue que se vea vertiginoso y real».

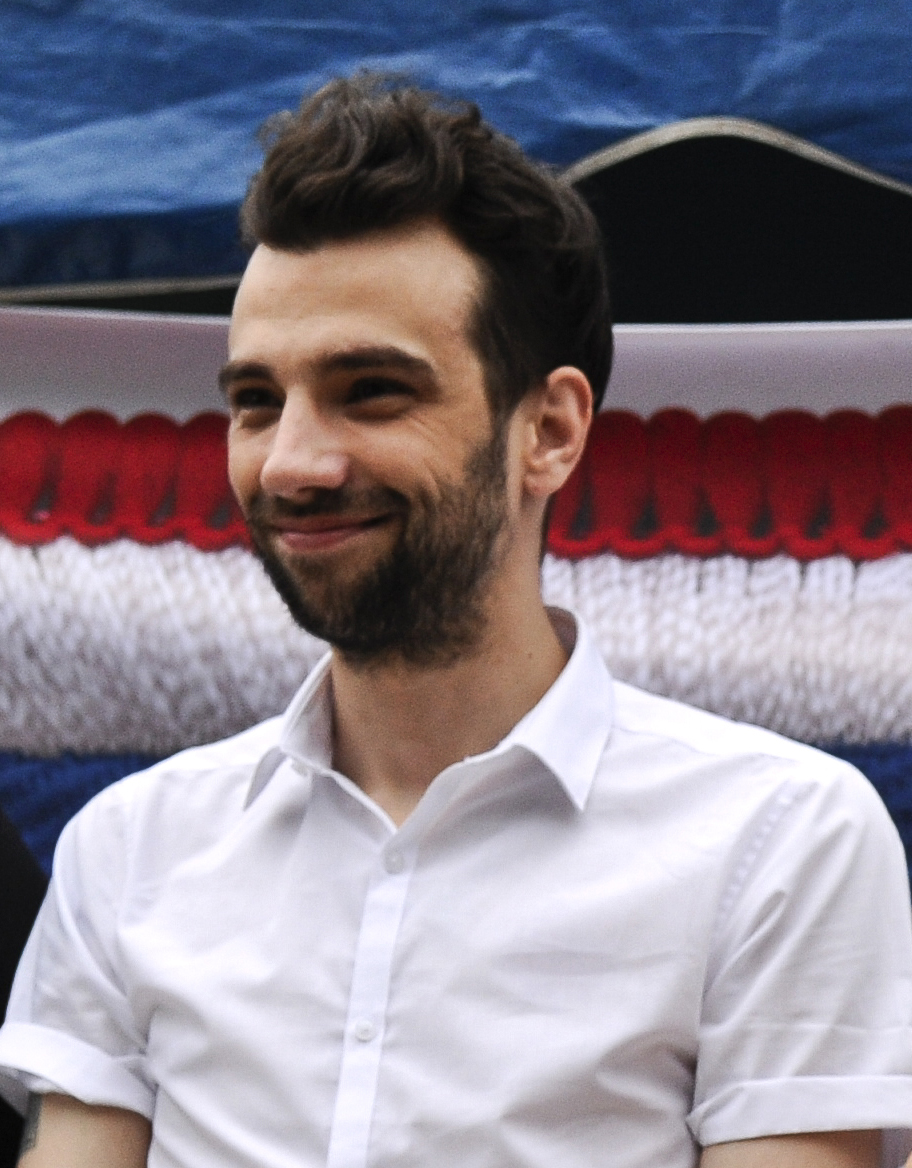
Baruchel promocionando Cómo entrenar a tu dragón 2 en la Base Aérea McGuire, el 4 de junio de 2014

En noviembre de 2017, se reveló que iba a participar en unos episodios de la quinta temporada de Letterkenny, comedia de situación de CraveTV en la que interpretó a «Hard Right» Jay, «un forastero que hace un desmadre en Letterkenny», de acuerdo con lo que informó la cadena. En 2019 se estrenó Cómo entrenar a tu dragón 3, la última parte de la saga, que también tuvo una respuesta crítica positiva y fue un éxito comercial. Por su trabajo, fue nominado al premio de la Online Film & Television Association a la mejor actuación de voz. Ese mismo año, encarnó a John Peter, abogado de un esposo violento, en el filme dramático The Kindness of Strangers. En su reseña para Now, Norman Wilner escribió que al actor «le dieron un par de diálogos decentes», aunque calificó negativamente a la película.
Asimismo, ese año se estrenó su segundo proyecto como director: Random Acts of Violence, película slasher que adaptó, junto con Jesse Chabot, de una novela gráfica del mismo nombre de 2010 y cuya trama trata sobre un escritor, Todd Walkley, que se ve involucrado en una serie de asesinatos basados en sus obras. Baruchel, además, interpretó el papel de Ezra, el editor del protagonista. Brian Tallerico, crítico de RogerEbert.com, comentó lo siguiente: «Baruchel empezó con un concepto interesante, al querer cuestionar esta cultura en la que se idolatra a asesinos en serie y ni siquiera se conocen los nombres de las víctimas. Sin embargo, en algún punto el mensaje se perdió y se terminó haciendo una película que en ningún momento transmite algo coherente». Random Acts of Violence recibió, en su mayoría, comentarios similares a este, aunque se mencionó que sus escenas violentas están bien hechas. Ese año, Baruchel fue galardonado con el premio a la excelencia en los ACTRA Awards.
También en 2019, se unió al elenco de la miniserie de Fox The Moodys, en el papel de Sean Moody Jr., uno de los hijos de un matrimonio disfuncional que reúne a la familia para pasar Navidad. La serie estrenó su segunda temporada en abril de 2021. Brad Newsome, de The Sydney Morning Herald, dijo que tanto Baruchel como Chelsea Frei y François Arnaud, que interpretan a sus hermanos, hicieron un buen trabajo, si bien escribió que esta adaptación no está a la altura de la versión original, transmitida en 2014 en Australia. En 2021 participó en el video musical del sencillo «Ouch», del grupo de rock canadiense The Tragically Hip, como un motociclista. En el proyecto también actuó su esposa, Rebecca-Jo Dunham, en el papel de cantinera.

#### Elogios de la crítica
En 2022 condujo el programa de Amazon Prime Video LOL: Last One Laughing Canada, en el que una serie de comediantes compiten entre ellos. Asimismo, ese año trabajó como director en dos oportunidades: en el video musical de «Sweet Dreams of Otherness», canción de Alexisonfire, y en episodios de la serie Son of a Critch, de CBC Television. En mayo se estrenó, tras veintisiete años, una nueva temporada del programa cómico The Kids in the Hall, en el que Baruchel participó como invitado. Al mismo tiempo, condujo la serie documental We're All Gonna Die (Even Jay Baruchel), donde en cada episodio se exploran las diferentes formas en que el planeta podría destruirse. Rachel Ho, de la revista Exclaim!, elogió el trabajo de Baruchel como entrevistador, práctica que no había hecho anteriormente. Baruchel fue premiado en los Canadian Screen Awards a la mejor serie factual.
En 2023 protagonizó la película biográfica BlackBerry, en el papel de Mike Lazaridis, uno de los fundadores de la línea de celulares BlackBerry. Esta interpretación supuso un «crecimiento como actor» para él, de acuerdo con lo expresado por un analista de Business Insider, y se requirió que usara peluca, dado que su personaje tiene cabello blanco. Aunque la versión de Lazaridis que encarnó es ficticia, encontró este trabajo muy desafiante. La producción y su trabajo recibieron elogios tanto de la crítica como la audiencia. La reseña del Chicago Sun-Times dice que el actor «ofrece una de las mejores y más empáticas interpretaciones de su carrera», mientras que RogerEbert.com coincidió al afirmar que en esta oportunidad «realizó el mejor trabajo de su carrera». Baruchel recibió una nominación en los Toronto Film Critics Association Awards en la categoría mejor actor en una película canadiense y ganó el premio otorgado por el Vancouver Film Critics Circle al mejor actor.
Ese año, realizó una participación en la segunda temporada de la serie Son of a Critch, como el dueño de una estación de radio, e interpretó a Carter en el programa de Netflix Fubar.

## Vida privada
En diciembre de 2010, Baruchel se comprometió con la actriz Alison Pill, a quien conoció mientras filmaban Goon, y se separó a principios de 2013. Según dijo, se equivocó «al hacer pública la relación» y comentó que «no estábamos destinados... Simplemente no eramos compatibles. Desde el primer momento nuestras filosofías de vida contrastaron». El 21 de septiembre de 2019, se casó en Portugal con la modelo Rebecca-Jo Dunham, con la que se había comprometido en mayo de 2018.
Durante algunos años, convivió con dos amigos del secundario en Montreal, a un par de calles de la casa de su madre y su hermana, hasta que se mudó a Toronto en 2015, en parte por motivos laborales. Baruchel habla francés, es seguidor del equipo de hockey sobre hielo Canadiens de Montréal y, como no puede tomar alcohol debido a una alergia y tiene ansiedad diagnosticada, consume marihuana con regularidad.

## Trabajos

### Cine
| Año  | Trabajo                                        | Papel           | Notas                           |
| ---- | ---------------------------------------------- | --------------- | ------------------------------- |
| 2000 | Casi famosos                                   | Vic Munoz       |                                 |
| 2002 | The Rules of Attraction                        | Harry           |                                 |
| 2003 | Nemesis: Game                                  | Jeremy Curran   |                                 |
| 2004 | Million Dollar Baby                            | Danger Barch    |                                 |
| 2005 | Fetching Cody                                  | Art Frankel     |                                 |
| 2006 | I'm Reed Fish                                  | Reed Fish       |                                 |
| 2007 | Knocked Up                                     | Jay             |                                 |
| 2007 | Just Buried                                    | Oliver Whynacht |                                 |
| 2008 | Tropic Thunder                                 | Kevin Sandusky  |                                 |
| 2008 | Tiempo real                                    | Andy Hayes      |                                 |
| 2008 | Nick y Nora, una noche de música y amor        | Tal Hanson      |                                 |
| 2009 | Fanboys                                        | Windows         |                                 |
| 2009 | Night at the Museum: Battle of the Smithsonian | Joey Motorola   |                                 |
| 2009 | The Trotsky                                    | Leon            |                                 |
| 2010 | She's Out of My League                         | Kirk Kettner    |                                 |
| 2010 | El aprendiz de brujo                           | Dave Stutler    |                                 |
| 2010 | Buenos vecinos                                 | Victor          |                                 |
| 2010 | Cómo entrenar a tu dragón                      | Hipo (voz)      |                                 |
| 2011 | Goon                                           | Pat             | Guionista y productor           |
| 2012 | Cosmopolis                                     | Shiner          |                                 |
| 2013 | This Is the End                                | Él mismo        |                                 |
| 2013 | The Art of the Steal                           | Francie         |                                 |
| 2014 | Cómo entrenar a tu dragón 2                    | Hipo (voz)      |                                 |
| 2014 | Robocop                                        | Tom Pope        |                                 |
| 2014 | Don Peyote                                     | Bates           |                                 |
| 2016 | Lovesick                                       | Mark            |                                 |
| 2017 | Goon: Last of the Enforcers                    | Pat             | Director, guionista y productor |
| 2019 | Cómo entrenar a tu dragón 3                    | Hipo (voz)      |                                 |
| 2019 | The Kindness of Strangers                      | John            |                                 |
| 2019 | Random Acts of Violence                        | Ezra            | Director, guionista y productor |
| 2023 | BlackBerry                                     | Mike Lazaridis  |                                 |

### Televisión
| Año             | Trabajo                                   | Papel             | Notas                |
| --------------- | ----------------------------------------- | ----------------- | -------------------- |
| 1995; 1999-2000 | Are You Afraid of the Dark?               | Varios papeles    |                      |
| 1997-1998       | Popular Mechanics for Kids                | Presentador       |                      |
| 2001-2002       | Undeclared                                | Steven Karp       |                      |
| 2002            | Matthew Blackheart: Monster Smasher       | Jimmy Fleming     | Telefilme            |
| 2004            | The Stones                                | Winston Stone     |                      |
| 2005-2006       | Just Legal                                | David «Skip» Ross |                      |
| 2007            | Numb3rs                                   | Oswald Kittner    | 1 episodio           |
| 2011            | The Drunk and On Drugs Happy Funtime Hour | Falcon            | 1 episodio           |
| 2012-2018       | DreamWorks Dragones                       | Hipo (voz)        |                      |
| 2012            | Being Human                               | Stu               | 1 episodio           |
| 2014            | Trailer Park Boys                         |                   | Director; 1 episodio |
| 2015-2017       | Man Seeking Woman                         | Josh Greenberg    |                      |
| 2018            | Letterkenny                               | «Hard Right» Jay  | 2 episodios          |
| 2019-2021       | The Moodys                                | Sean Moody Jr.    |                      |
| 2022            | LOL: Last One Laughing Canada             |                   | Conductor            |
| 2022            | Son of a Critch                           |                   | Director             |
| 2022            | The Kids in the Hall                      | Smoker            | 1 episodio           |
| 2022            | We're All Gonna Die (Even Jay Baruchel)   |                   | Conductor            |
| 2023            | Son of a Critch                           | Scott Howell      | 1 episodio           |
| 2023            | Fubar                                     | Carter            | 8 episodios          |

### Teatro
| Año  | Trabajo         | Teatro       |
| ---- | --------------- | ------------ |
| 2013 | Sherlock Holmes | Centre Segal |

### Videos musicales
| Año  | Canción                     | Artista            | Papel    |
| ---- | --------------------------- | ------------------ | -------- |
| 2015 | «Every Little Means Trust»  | Idlewild           | Actor    |
| 2021 | «Ouch»                      | The Tragically Hip | Actor    |
| 2022 | «Sweet Dreams of Otherness» | Alexisonfire       | Director |

## Premios
Premios Annie
| Año  | Categoría                              | Trabajo                   | Resultado |
| ---- | -------------------------------------- | ------------------------- | --------- |
| 2011 | Mejor actuación de voz en una película | Cómo entrenar a tu dragón | Ganador   |

Premios Daytime Emmy
| Año  | Categoría                              | Trabajo             | Resultado |
| ---- | -------------------------------------- | ------------------- | --------- |
| 2019 | Mejor actuación en un programa animado | DreamWorks Dragones | Ganador   |

MTV Movie & TV Awards
| Año  | Categoría             | Trabajo         | Resultado |
| ---- | --------------------- | --------------- | --------- |
| 2014 | Mejor momento musical | This Is the End | Ganador   |

Canadian Screen Awards
| Año  | Categoría              | Trabajo                                 | Resultado |
| ---- | ---------------------- | --------------------------------------- | --------- |
| 2013 | Mejor guion adaptado   | Goon                                    | Nominado  |
| 2013 | Mejor actor de reparto | Goon                                    | Nominado  |
| 2014 | Mejor actor de reparto | The Art of Steal                        | Nominado  |
| 2023 | Mejor serie factual    | We're All Gonna Die (Even Jay Baruchel) | Ganador   |
| 2024 | Mejor actor en comedia | BlackBerry                              | Ganador   |

Premios Genie
| Año  | Categoría             | Trabajo     | Resultado |
| ---- | --------------------- | ----------- | --------- |
| 2011 | Mejor actor principal | The Trotsky | Nominado  |

Premios Jutra
| Año  | Categoría   | Trabajo     | Resultado |
| ---- | ----------- | ----------- | --------- |
| 2011 | Mejor actor | The Trotsky | Nominado  |

Canadian Comedy Award
| Año  | Categoría   | Trabajo     | Resultado |
| ---- | ----------- | ----------- | --------- |
| 2011 | Mejor actor | The Trotsky | Ganador   |

Vancouver Film Critics Circle
| Año  | Categoría                                     | Trabajo     | Resultado |
| ---- | --------------------------------------------- | ----------- | --------- |
| 2011 | Mejor actor en película canadiense            | The Trotsky | Nominado  |
| 2013 | Mejor actor de reparto en película canadiense | Goon        | Nominado  |
| 2024 | Mejor actor en película canadiense            | BlackBerry  | Ganador   |

ACTRA Awards
| Año  | Categoría              | Trabajo                | Resultado |
| ---- | ---------------------- | ---------------------- | --------- |
| 2019 | Premio a la excelencia | Premio a la excelencia | Ganador   |

Online Film & Television Association
| Año  | Categoría              | Trabajo                     | Resultado |
| ---- | ---------------------- | --------------------------- | --------- |
| 2019 | Mejor actuación de voz | Cómo entrenar a tu dragón 3 | Nominado  |

US Comedy Arts Festival
| Año  | Categoría   | Trabajo       | Resultado |
| ---- | ----------- | ------------- | --------- |
| 2007 | Mejor actor | I'm Reed Fish | Ganador   |

Toronto Film Critics Association Awards
| Año  | Categoría   | Trabajo    | Resultado |
| ---- | ----------- | ---------- | --------- |
| 2023 | Mejor actor | BlackBerry | Nominado  |